# Contrexéville
Contrexéville és un municipi francès, situat al departament dels Vosges i a la regió del Gran Est. L'any 2007 tenia 3.526 habitants.

## Demografia

### Població
El 2007 la població de fet de Contrexéville era de 3.526 persones. Hi havia 1.606 famílies, de les quals 593 eren unipersonals (286 homes vivint sols i 307 dones vivint soles), 439 parelles sense fills, 392 parelles amb fills i 182 famílies monoparentals amb fills.
La població ha evolucionat segons el següent gràfic:
Habitants censats

### Habitatges
El 2007 hi havia 1.821 habitatges, 1.638 eren l'habitatge principal de la família, 36 eren segones residències i 147 estaven desocupats. 865 eren cases i 941 eren apartaments. Dels 1.638 habitatges principals, 723 estaven ocupats pels seus propietaris, 874 estaven llogats i ocupats pels llogaters i 41 estaven cedits a títol gratuït; 55 tenien una cambra, 177 en tenien dues, 344 en tenien tres, 436 en tenien quatre i 627 en tenien cinc o més. 1.062 habitatges disposaven pel capbaix d'una plaça de pàrquing. A 891 habitatges hi havia un automòbil i a 452 n'hi havia dos o més.

### Piràmide de població
La piràmide de població per edats i sexe el 2009 era:
| Homes | Edats   | Dones |
| ----- | ------- | ----- |
| 0     | 95 o +  | 4     |
| 8     | 90 a 94 | 8     |
| 8     | 85 a 89 | 36    |
| 16    | 80 a 84 | 32    |
| 28    | 75 a 79 | 48    |
| 56    | 70 a 74 | 52    |
| 88    | 65 a 69 | 68    |
| 84    | 60 a 64 | 100   |
| 68    | 55 a 59 | 60    |
| 160   | 50 a 54 | 128   |
| 152   | 45 a 49 | 148   |
| 124   | 40 a 44 | 152   |
| 140   | 35 a 39 | 124   |
| 148   | 30 a 34 | 172   |
| 144   | 25 a 29 | 136   |
| 140   | 20 a 24 | 136   |
| 148   | 15 a 19 | 116   |
| 108   | 10 a 14 | 100   |
| 132   | 5 a 9   | 140   |
| 96    | 0 a 4   | 80    |

## Economia
El 2007 la població en edat de treballar era de 2.402 persones, 1.764 eren actives i 638 eren inactives. De les 1.764 persones actives 1.509 estaven ocupades (874 homes i 635 dones) i 255 estaven aturades (82 homes i 173 dones). De les 638 persones inactives 274 estaven jubilades, 174 estaven estudiant i 190 estaven classificades com a «altres inactius».

### Ingressos
El 2009 a Contrexéville hi havia 1.582 unitats fiscals que integraven 3.453 persones, la mediana anual d'ingressos fiscals per persona era de 18.255 €.

### Activitats econòmiques
Dels 186 establiments que hi havia el 2007, 5 eren d'empreses alimentàries, 8 d'empreses de fabricació d'altres productes industrials, 10 d'empreses de construcció, 62 d'empreses de comerç i reparació d'automòbils, 8 d'empreses de transport, 22 d'empreses d'hostatgeria i restauració, 1 d'una empresa d'informació i comunicació, 7 d'empreses financeres, 8 d'empreses immobiliàries, 9 d'empreses de serveis, 25 d'entitats de l'administració pública i 21 d'empreses classificades com a «altres activitats de serveis».
Dels 44 establiments de servei als particulars que hi havia el 2009, 1 era una oficina de correu, 4 oficines bancàries, 1 funerària, 7 tallers de reparació d'automòbils i de material agrícola, 1 taller d'inspecció tècnica de vehicles, 1 establiment de lloguer de cotxes, 1 autoescola, 4 paletes, 1 guixaire pintor, 2 fusteries, 2 lampisteries, 1 electricista, 5 perruqueries, 8 restaurants, 2 agències immobiliàries, 2 tintoreries i 1 saló de bellesa.
Dels 41 establiments comercials que hi havia el 2009, 1 era, 2 supermercats, 3 grans superfícies de material de bricolatge, 1 una gran superfície de material de bricolatge, 1 una botiga de més de 120 m², 4 fleques, 2 carnisseries, 3 llibreries, 8 botigues de roba, 2 sabateries, 1 una sabateria, 2 botigues de mobles, 3 botigues de material esportiu, 1 una botiga de material esportiu, 1 una botiga de material de revestiment de parets i terra, 1 un drogueria, 1 una perfumeria i 4 floristeries.
L'any 2000 a Contrexéville hi havia 9 explotacions agrícoles que ocupaven un total de 740 hectàrees.

## Equipaments sanitaris i escolars
El 2009 hi havia 2 farmàcies i 1 ambulància.
El 2009 hi havia 1 escola maternal i 1 escola elemental. A Contrexéville hi havia 1 col·legi d'educació secundària i 1 liceu tecnològic. Als col·legis d'educació secundària hi havia 391 alumnes i als liceus tecnològics 330.

## Poblacions més properes
El següent diagrama mostra les poblacions més properes.